# Lerskreden i Rio de Janeiro 2011

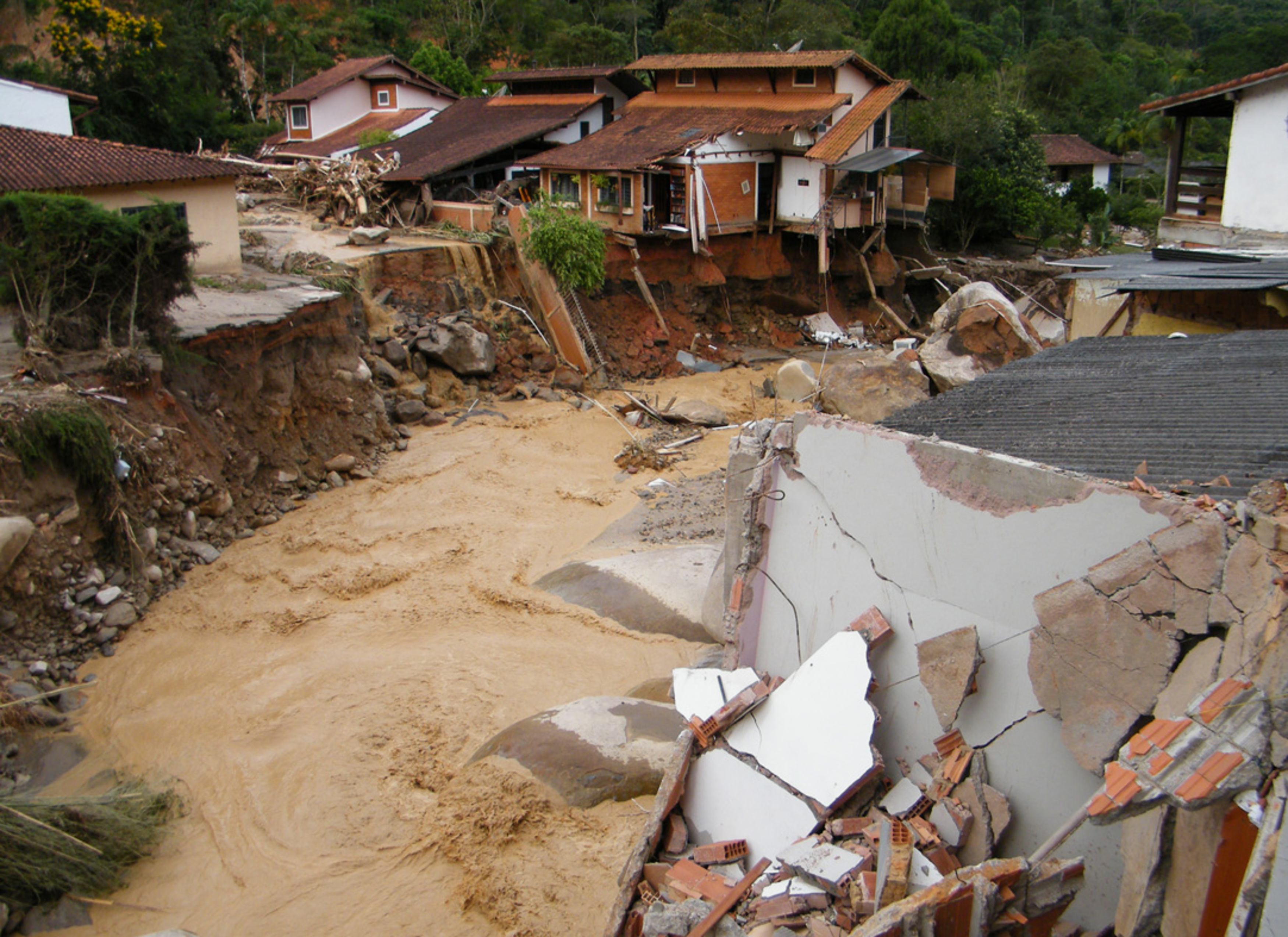

Lerskreden i Rio de Janeiro 2011 bildades då regn öste ner över delstaten Rio de Janeiro under natten den 11 januari. Bland städerna i bergen norr om Rio föll 230 millimeter på ett dygn, mer än det brukar regna på en hel månad. 
Vattenmassorna ledde till översvämningar och stora lerskred. Vattnet svämmade över en fördämning, vilket gjorde att en hel bergssluttning rasade ner och begravde hus och bilar i lera. Leran stängde delvis av förbindelserna med omvärlden, vilket försvårade räddningsarbetet.
Den 14 januari rapporterades över 500 personer ha dött efter katastrofen. Den 19 januari rapporterades antalet döda ha överstigit 700 personer. Då saknades fortfarande minst 207 personer enligt statistik från brasilianska myndigheter. Den 23 januari kom uppgifter om att antalet döda stigit till över 800.
Området drabbas ofta hårt på grund av regn. Senast i april 2010 dog 214 människor i lerskred.